# Alhagie S. Darboe
Alhagie S. Darboe, bekannt als Bamba Tulunbali (* 15. Dezember 1974), ist ein gambischer Politiker.

## Leben
| Parlamentswahl | Stimmen | Stimmanteil |
| -------------- | ------- | ----------- |
| 2017           | 7346    | 59,43 %     |
| 2022           | 8466    | 54,02 %     |

Alhagie S. Darboe erwarb das Higher Teacher’s Certificate (HTC) auf dem Gambia College in Brikama. Er hält einen Bachelor, den er auf der Universität von Gambia erworben hat. Bevor er seine politische Karriere begann, war er als Lehrer in Brikama tätig.
2011 wurde Darboe zum Generalsekretär des Brikama Youth and Sports Committee (BYSC) gewählt. In den Folgejahren nahm er weitere Positionen als Funktionär im Sport ein. In der Partei United Democratic Party (UDP) gehört er auch als Deputy Senior Administrative Secretary der Führung an.
Bei den Parlamentswahlen 2017 trat er als Kandidat der UDP im Wahlkreis Brikama North in der West Coast Administrative Region an. Mit 59,43 % konnte er den Wahlkreis vor unabhängigen Kandidaten Momodou Jarju für sich gewinnen.
Bei den Parlamentswahlen 2022 erreichte Darboe als UDP-Kandidat erneut die meisten Stimmen im Wahlkreis Brikama North und wurde Mitglied der 6. Gambischen Nationalversammlung. Er ist dort Sprecher der Minderheitsfraktion (Minority Leader).